# Contea di Fleming
La contea di Fleming in inglese Fleming County è una contea dello Stato del Kentucky, negli Stati Uniti. La popolazione al censimento del 2000 era di 13 792 abitanti. Il capoluogo di contea è Flemingsburg.